# Pánico (álbum de Vico C)
Pánico es el noveno álbum de estudio del rapero puertorriqueño Vico C y undécima producción discográfica de canciones inéditas. Fue lanzado el 15 de junio de 2023 a través de Age Muzik y bajo distribución de Nain Music. El álbum cuenta con colaboraciones de artistas como Al2 El Aldeano, Loupz y Nino Freestyle. Después de un hiato de 14 años desde su último álbum de estudio Babilla (2009), Vico C regresó con una colección de 13 pistas que explora sus luchas internas, pensamientos y percepciones.
La ausencia extendida del álbum se debió a problemas legales con EMI después de su adquisición por Universal Music Group, lo que impidió que Vico C lanzara nuevo material a pesar de continuar actuando y creando música. En 2023, Vico C se asoció con Nain Music (una subdivisión de Rimas Entertainment) para finalmente lanzar nuevo material.
El álbum fue promocionado con sencillos que incluyen «Pregúntale a Tu Papá Por Mi» y «Sola Se Va». Pánico fue reconocido por Billboard como uno de los mejores álbumes latinos de 2023, con críticos elogiando la capacidad lírica de Vico C y su maestría narrativa.

## Antecedentes
Luego de Babilla (2009), último álbum de estudio de Vico C, el puertorriqueño realizó conciertos, colaboraciones e incluso publicó una película, pero no lanzó nuevo material discográfico en 14 años debido a disputas contractuales con EMI tras su adquisición por Universal Music Group.
En una transmisión en vivo previa al lanzamiento del álbum, el artista explicó que la demora en su nueva música se debió a que llevaba “años y años literalmente haciendo canciones y grabando”, mientras desarrollaba diferentes planes que, por cuestiones legales prolongadas durante años, no podía concretar. Esto, afirmó, le impedía elaborar “un plan completo donde incluye que si el disco, gira, esto o lo otro”.
Asimismo, confirmó que tenía “canciones que grabé hace años” guardadas, las cuales formarían parte de la nueva producción junto con material más reciente, y que, después de “más de 10 años”, finalmente lanzaría “una producción inédita completa”.
Durante este período, Vico C nunca dejó de escribir canciones, manteniendo la fe en que los problemas legales eventualmente se resolverían. En una entrevista de 2023 con Billboard, señaló: “Dios eligió 2023 porque si hubiera dependido de mí desde 2010, ya habría lanzado otro álbum. Hubo problemas legales que me obligaron, tomaron años en resolverse, y no me permitieron lanzar algo nuevo”. A pesar de los desafíos, continuó creando música y actuando, manifestando que “para muchos, no tener álbumes nuevos significa no tener carrera, punto”, pero enfatizando que él “nunca dejó de crear música o actuar”.
En 2023, se anunció su alianza con el sello Nain Music para producir un nuevo álbum.

## Música y letra
Pánico incorpora géneros que incluyen reguetón, boom bap y rap latino. A lo largo del álbum, Vico C demuestra su maestría narrativa mientras aborda temas de fe, familia y valores sociales, reforzando su reputación como el "Filósofo del Rap". El álbum consta de 13 pistas con una duración total de aproximadamente 64 minutos y 51 segundos.
En una entrevista con Billboard, Vico C explicó el significado de varias pistas clave: «Ahora» está dedicada a su nieto y explora preocupaciones parentales; «Solo le Pido a Dios» está dedicada a su esposa e inspirada por la vida, el romance y las relaciones de sus hijas; «Sábado 14» sirve como contrapunto a su famoso «Viernes 13»; y «Ella Va» está dedicada a "la joven mujer de hoy".
El álbum muestra la vulnerabilidad de Vico C junto con su comentario social característico, con pistas como «Si No Nos Sentamos», «Cuero Duro» y «Ella Va» ofreciendo tanto contenido reflexivo como mensajes positivos.

### «Sábado 14»
«Sábado 14» constituye la tercera entrega de la saga narrativa que Vico C comenzó en 1989 con «Viernes 13» en su álbum debut La recta final y continuó en 1990 con «Viernes 13 Parte II (Jason Is Back)» en Misión: la Cima. La canción mantiene la estructura narrativa de las entregas anteriores, presentando una historia cohesiva de persecución y terror, pero actualizada con referencias contemporáneas y un protagonista que reconoce su madurez.
Situada en un Viernes 13 de 2019, la narrativa sigue al protagonista en una nueva aventura que lo lleva desde el Quiosco de Piñones hasta el Viejo San Juan, enfrentando obstáculos modernos como restricciones por COVID-19 y la necesidad de usar mascarillas. A diferencia de las versiones anteriores, el protagonista muestra una actitud más cautelosa, admitiendo que "ya no corro" como antes y optando por viajar en motora por si necesita huir. La historia incorpora elementos contemporáneos como viajes en Uber y encuentros con figuras actuales del reggaetón puertorriqueño como Bad Bunny y Residente, así como referencias a veteranos del género como Eddie Dee, Tego Calderón y Tempo.
La canción fue compuesta y co-producida por Vico C, con producción de Zoprano, y mezcla y masterización de Paul "Echo" Irizarry y Eddie Ortega. El video musical, estrenado el 14 de octubre de 2023, presenta una animación caricaturesca creada por JosmarDHC que complementa el tono humorístico actualizado de la saga. El video acumuló más de 1.6 millones de visualizaciones, demostrando el continuo interés del público en la saga de Jason después de más de tres décadas.
La canción mantiene la dinámica clásica de la saga donde Jason persigue al protagonista a través de diversos escenarios, pero concluye con la derrota del protagonista y el establecimiento de "Sábado 14" como su nuevo día de mala suerte. La pista termina prometiendo una posible cuarta entrega titulada "Domingo 15", sugiriendo que la saga podría continuar, aunque el artista añade que la lanzará "antes de mi funeral", incorporando un elemento de finitud generacional. Vico C describió la pista como "contrapunto a su famoso «Viernes 13»", completando un arco narrativo que ha evolucionado junto con el artista a lo largo de más de 30 años.

## Sencillos
«Pregúntale a Tu Papá Por Mi» sirvió como el primer sencillo del álbum, descrito como enviando "un mensaje poderoso de manera directa" y dirigido a reconectar con fanáticos de larga data mientras alcanza nuevas generaciones. La canción generó polémicas y muchas reacciones en redes sociales por el contenido directo hacia la industria musical actual.
«Ella Va» fue lanzado como segundo sencillo el 26 de mayo de 2023.
«Sola Se Va» fue lanzado como pista focal junto con el álbum, descrito como "una continuación de 'Ella Va'".

## Recepción crítica
Pánico recibió una recepción crítica positiva y fue incluido en la lista de Billboard de los mejores álbumes latinos de 2023. Los críticos elogiaron el álbum como "uno de los regresos más esperados en la música latina de 2023" y destacaron la capacidad lírica de Vico C y su habilidad para "soltarse" mientras aborda temas importantes.
Los críticos musicales notaron que a lo largo de Pánico, el oyente puede apreciar la maestría narrativa de Vico C, ofreciendo material para reflexionar mientras provoca una reacción positiva. El álbum demuestra por qué recibió el título de "Filósofo del Rap" al transmitir sus verdades sobre temas de fe, familia y valores sociales.

## Promoción y gira
Para promocionar el álbum, Vico C se embarcó en la Gira Pánico, comenzando con shows en Cali, Colombia, y Medellín. El artista también participó en la Billboard Latin Music Week en octubre de 2023.

## Lista de canciones
| N.º   | Título                                         | Productor(es) | Duración |  |
| 1.    | «Pánico»                                       | Vico C        | 1:54     |  |
| 2.    | «Blam Blam» (con Al2 El Aldeano)               | Vico C        | 5:51     |  |
| 3.    | «Loco Loco Muere»                              | Vico C        | 3:36     |  |
| 4.    | «Le Pido A Dios»                               | Vico C        | 4:37     |  |
| 5.    | «Blip Blip» (con Loupz)                        | Vico C        | 5:24     |  |
| 6.    | «Pregúntale A Tu Papá Por Mi»                  | Vico C        | 5:29     |  |
| 7.    | «Si No Nos Sentamos»                           | Vico C        | 4:03     |  |
| 8.    | «Corrupción En Tu Espejo» (con Nino Freestyle) | Vico C        | 5:49     |  |
| 9.    | «Ella Va»                                      | Vico C        | 5:38     |  |
| 10.   | «Sábado 14»                                    | Vico C        | 4:32     |  |
| 11.   | «Cuero Duro»                                   | Vico C        | 3:50     |  |
| 12.   | «Sola Se Va»                                   | Vico C        | 4:44     |  |
| 13.   | «Ahora»                                        | Vico C        | 6:04     |  |
| 64:51 |                                                |               |          |  |

## Personal
Créditos adaptados de la información del álbum.
Músicos
- Vico C – voz, producción

Artistas invitados
- Al2 El Aldeano – voz en "Blam Blam"
- Loupz – voz en "Blip Blip"
- Nino Freestyle – voz en "Corrupción En Tu Espejo"

Producción
- Age Muzik – sello[1]
- Nain Music – distribución

## Remixes
| N.º | Título                                                                         | Productor(es) | Duración |  |
| 1.  | «Blam Blam (Versión Vídeo Oficial)» (con Al2 El Aldeano y Gilberto Santa Rosa) | Vico C        | 6:36     |  |

## Vídeos musicales
- Pregúntale A Tu Papá Por Mi
- Ella Va
- Sola Se Va
- Blam Blam (con Al2 El Aldeano y Gilberto Santa Rosa)
- Sábado 14

## Posicionamiento en listas
| Lista (2023) | Mejor posición |
| ------------ | -------------- |
|              |                |

## Historial de lanzamiento
| Región  | Fecha               | Sello                  | Formato          |
| ------- | ------------------- | ---------------------- | ---------------- |
| Mundial | 15 de junio de 2023 | Age Muzik / Nain Music | Descarga digital |